# Formule 1 in 2014

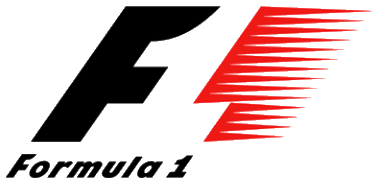
Formule 1 logo

Het Formule 1-seizoen 2014 was het 65ste seizoen van het FIA Formula One World Championship. Het startte op 16 maart en eindigde op 23 november na negentien races.
Sebastian Vettel was de verdedigend wereldkampioen bij de coureurs en zijn team Red Bull Racing bij de constructeurs. Lewis Hamilton werd wereldkampioen met een overwinning tijdens de laatste race van het seizoen in de Grand Prix van Abu Dhabi. Zijn team Mercedes won het constructeurskampioenschap tijdens de eerste Grand Prix van Rusland.
Het seizoen werd overschaduwd door een zwaar ongeluk van Marussia-coureur Jules Bianchi tijdens de Grand Prix van Japan, waarbij hij zwaar hoofdletsel opliep. Op 17 juli 2015 is hij op 25-jarige leeftijd aan zijn verwondingen overleden.
Max Verstappen reed voor de eerste keer in een Formule 1-auto tijdens de eerste vrije training van de Grand Prix van Japan voor Toro Rosso. Hij was met 17 jaar en 3 dagen de jongste coureur ooit die deelnam aan een Grand Prix-weekeinde.

## Algemeen

### Nieuwe regels
- Vanaf 2014 krijgen de coureurs een eigen startnummer die aan hen gekoppeld wordt voor de rest van hun carrière in de Formule 1. De coureurs mogen kiezen uit de nummers 2 t/m 99. Alleen de kampioen van het vorige jaar mag met startnummer 1 rijden, maar is dit niet verplicht. Indien twee coureurs dan voor hetzelfde nummer kiezen, krijgt de coureur die vorig jaar in de eindstand hoger is geëindigd het nummer.[1]
- Een van de belangrijkste wijzigingen dit seizoen is het afscheid van de 2.4 liter V8 motor—in gebruik van 2006 tot en met 2013— en de introductie van de 1.6 liter V6 motor met turbo en KERS ingebouwd in het blok.
- Vanaf 2014 tellen de punten die behaald worden in de laatste race van het seizoen dubbel. De verdubbeling telt zowel voor de coureurs als voor de constructeurs. De puntentelling is dan: 50, 36, 30, 24, 20, 16, 12,  8, 4, 2 punten voor respectievelijk de eerste tot en met de tiende plaats.[1]
- Vanaf 2014 krijgen de stewards er een nieuwe strafmogelijkheid bij. De stewards kunnen voortaan voor een klein vergrijp in de race een tijdstraf van 5 seconden opleggen. De tijdstraf houdt in dat de coureur 5 seconden stil dient te staan in de pitlane voor de box van zijn team waarbij het team geen werkzaamheden aan de auto mag verrichten. Deze straf mag wel onmiddellijk voorafgaande aan een pitstop uitgevoerd worden, in tegenstelling tot de reeds bestaande tien seconden straf waarvoor de bestrafte coureur los van zijn pistops in de uitlijn moet komen. Als de straf wordt toegekend nadat de rijder zijn laatste pitstop heeft gemaakt, krijgt hij een additionele tijdstraf van 20 seconden die toegevoegd wordt aan de tijd die hij heeft afgelegd in de race.[2]

## Kalender

Landen die in 2014 een Grand Prix organiseerden zijn getoond in het groen, voormalige organiserende landen zijn getoond in het donkergrijs.

De voorlopige kalender werd op 5 september 2013 bekendgemaakt en telde 21 races, twee meer dan in 2013. Op 27 september werd opnieuw een voorlopige kalender bekendgemaakt die 22 races telde.
Op 4 december werd de definitieve kalender bekendgemaakt en telde 19 races.
| GP nr. | Ronde | Grand Prix                 | Circuit                            | Plaats            | Datum        |
| ------ | ----- | -------------------------- | ---------------------------------- | ----------------- | ------------ |
| 898    | 1     | GP van Australië           | Albert Park                        | Melbourne         | 16 maart     |
| 899    | 2     | GP van Maleisië            | Sepang International Circuit       | Sepang            | 30 maart     |
| 900    | 3     | GP van Bahrein             | Bahrain International Circuit      | Sakhir            | 6 april      |
| 901    | 4     | GP van China               | Shanghai International Circuit     | Jiading           | 20 april     |
| 902    | 5     | GP van Spanje              | Circuit de Barcelona-Catalunya     | Montmeló          | 11 mei       |
| 903    | 6     | GP van Monaco              | Circuit de Monaco                  | Monte Carlo       | 25 mei       |
| 904    | 7     | GP van Canada              | Circuit Gilles Villeneuve          | Montreal (Quebec) | 8 juni       |
| 905    | 8     | GP van Oostenrijk          | Red Bull Ring                      | Spielberg         | 22 juni      |
| 906    | 9     | GP van Groot-Brittannië    | Silverstone Circuit                | Silverstone       | 6 juli       |
| 907    | 10    | GP van Duitsland           | Hockenheimring                     | Hockenheim        | 20 juli      |
| 908    | 11    | GP van Hongarije           | Hungaroring                        | Mogyoród          | 27 juli      |
| 909    | 12    | GP van België              | Circuit de Spa-Francorchamps       | Stavelot          | 24 augustus  |
| 910    | 13    | GP van Italië              | Autodromo Nazionale Monza          | Monza             | 7 september  |
| 911    | 14    | GP van Singapore           | Marina Bay Street Circuit          | Singapore         | 21 september |
| 912    | 15    | GP van Japan               | Suzuka International Racing Course | Suzuka            | 5 oktober    |
| 913    | 16    | GP van Rusland             | Sochi Autodrom                     | Sotsji            | 12 oktober   |
| 914    | 17    | GP van de Verenigde Staten | Circuit of the Americas            | Austin (Texas)    | 2 november   |
| 915    | 18    | GP van Brazilië            | Autódromo José Carlos Pace         | São Paulo         | 9 november   |
| 916    | 19    | GP van Abu Dhabi           | Yas Marina Circuit                 | Yas               | 23 november  |

### Kalenderwijzigingen in 2014
- De GP van Bahrein was een nachtrace in 2014.[5]. Tevens verwisselde de GP van Bahrein van plaats op de kalender met de GP van China.
- De Grand Prix van Duitsland werd in 2014 weer verreden op de Hockenheimring in plaats van op de Nürburgring.
- De GP van Oostenrijk maakte zijn terugkeer op de kalender. De laatste keer dat er in Oostenrijk een Formule 1-race werd gehouden was in 2003.
- De GP van Korea verdween van de kalender.
- De GP van Rusland maakte zijn debuut op de kalender.
- De GP van India verdween van de kalender.
- De GP van de Verenigde Staten en de GP van Brazilië verwisselden van plaats op de kalender.
- De GP van Abu Dhabi was de seizoensafsluiter in 2014.

### Afgelast
Op 4 december 2013 werd bekend dat de Grand Prix van Korea, de Grand Prix van Amerika en de Grand Prix van Mexico werden afgelast.
| Ronde | Grand Prix     | Circuit                      | Plaats                                 | Originele datum | Reden                                                                       |
| ----- | -------------- | ---------------------------- | -------------------------------------- | --------------- | --------------------------------------------------------------------------- |
| 5     | GP van Korea   | Korean International Circuit | Yeongam                                | 27 april        | Financiële problemen                                                        |
| 8     | GP van Amerika | Port Imperial Street Circuit | Weehawken & West New York (New Jersey) | 1 juni          | Financiële problemen                                                        |
| 21    | GP van Mexico  | Autódromo Hermanos Rodríguez | Mexico-Stad                            | 16 november     | Werkzaamheden om circuit op tijd klaar te krijgen duren langer dan verwacht |

### Autopresentaties
| Constructeur            | Chassis | Presentatiedatum | Presentatielocatie                    |
| ----------------------- | ------- | ---------------- | ------------------------------------- |
| McLaren-Mercedes        | MP4-29  | 24 januari 2014  | Woking, Verenigd Koninkrijk (online)  |
| Ferrari                 | F14 T   | 25 januari 2014  | Maranello, Italië (online)            |
| Sauber-Ferrari          | C33     | 26 januari 2014  | Hinwil, Zwitserland (online)          |
| STR-Renault             | STR9    | 27 januari 2014  | Jerez, Spanje                         |
| Caterham-Renault        | CT05    | 28 januari 2014  | Jerez, Spanje                         |
| Force India-Mercedes    | VJM07   | 28 januari 2014  | Jerez, Spanje                         |
| Mercedes                | F1 W05  | 28 januari 2014  | Jerez, Spanje                         |
| Red Bull Racing-Renault | RB10    | 28 januari 2014  | Jerez, Spanje                         |
| Williams-Mercedes       | FW36    | 28 januari 2014  | Jerez, Spanje                         |
| Marussia-Ferrari        | MR03    | 30 januari 2014  | Jerez, Spanje                         |
| Lotus-Renault           | E22     | 20 februari 2014 | Bahrain International Circuit, Sakhir |

## Ingeschreven teams en coureurs
De volgende teams en coureurs namen deel aan het 'FIA Wereldkampioenschap Formule 1' 2014. Alle teams reden met banden geleverd door Pirelli.
| Inschrijving                  | Constructeur            | Chassis       | Motor                  | Nr. | Coureur           | Ronde           | Nr. | Coureur vrije training | Ronde            |
| ----------------------------- | ----------------------- | ------------- | ---------------------- | --- | ----------------- | --------------- | --- | ---------------------- | ---------------- |
| Caterham F1 Team              | Caterham-Renault        | CT05          | Renault Energy F1-2014 | 9   | Marcus Ericsson   | 1–16            | 46  | Robin Frijns           | 3, 9             |
| Caterham F1 Team              | Caterham-Renault        | CT05          | Renault Energy F1-2014 | 46  | Will Stevens      | 19              | 45  | Alexander Rossi        | 7                |
| Caterham F1 Team              | Caterham-Renault        | CT05          | Renault Energy F1-2014 | 10  | Kamui Kobayashi   | 1–11, 13–16, 19 | 45  | Roberto Merhi          | 13, 15–16        |
| Caterham F1 Team              | Caterham-Renault        | CT05          | Renault Energy F1-2014 | 45  | André Lotterer    | 12              |     |                        |                  |
| Scuderia Ferrari              | Ferrari                 | F14 T         | Ferrari 059/3          | 7   | Kimi Räikkönen    | Alle            |     |                        |                  |
| Scuderia Ferrari              | Ferrari                 | F14 T         | Ferrari 059/3          | 14  | Fernando Alonso   | Alle            |     |                        |                  |
| Sahara Force India F1 Team    | Force India-Mercedes    | VJM07         | Mercedes PU106A Hybrid | 11  | Sergio Pérez      | Alle            | 34  | Daniel Juncadella      | 9, 13, 18        |
| Sahara Force India F1 Team    | Force India-Mercedes    | VJM07         | Mercedes PU106A Hybrid | 27  | Nico Hülkenberg   | Alle            | 34  | Daniel Juncadella      | 9, 13, 18        |
| Lotus F1 Team                 | Lotus-Renault           | E22           | Renault Energy F1-2014 | 8   | Romain Grosjean   | Alle            | 30  | Charles Pic            | 13               |
| Lotus F1 Team                 | Lotus-Renault           | E22           | Renault Energy F1-2014 | 13  | Pastor Maldonado  | Alle            | 31  | Esteban Ocon           | 19               |
| Marussia F1 Team              | Marussia-Ferrari        | MR03          | Ferrari 059/3          | 4   | Max Chilton       | 1–16            |     |                        |                  |
| Marussia F1 Team              | Marussia-Ferrari        | MR03          | Ferrari 059/3          | 42  | Alexander Rossi   | 12 *1           |     |                        |                  |
| Marussia F1 Team              | Marussia-Ferrari        | MR03          | Ferrari 059/3          | 17  | Jules Bianchi     | 1–15            |     |                        |                  |
| Marussia F1 Team              | Marussia-Ferrari        | MR03          | Ferrari 059/3          | 42  | Alexander Rossi   | 16 *1           |     |                        |                  |
| McLaren Mercedes              | McLaren-Mercedes        | MP4-29        | Mercedes PU106A Hybrid | 20  | Kevin Magnussen   | Alle            |     |                        |                  |
| McLaren Mercedes              | McLaren-Mercedes        | MP4-29        | Mercedes PU106A Hybrid | 22  | Jenson Button     | Alle            |     |                        |                  |
| Mercedes AMG Petronas F1 Team | Mercedes                | F1 W05 Hybrid | Mercedes PU106A Hybrid | 6   | Nico Rosberg      | Alle            |     |                        |                  |
| Mercedes AMG Petronas F1 Team | Mercedes                | F1 W05 Hybrid | Mercedes PU106A Hybrid | 44  | Lewis Hamilton    | Alle            |     |                        |                  |
| Infiniti Red Bull Racing      | Red Bull Racing-Renault | RB10          | Renault Energy F1-2014 | 1   | Sebastian Vettel  | Alle            |     |                        |                  |
| Infiniti Red Bull Racing      | Red Bull Racing-Renault | RB10          | Renault Energy F1-2014 | 3   | Daniel Ricciardo  | Alle            |     |                        |                  |
| Sauber F1 Team                | Sauber-Ferrari          | C33           | Ferrari 059/3          | 21  | Esteban Gutiérrez | Alle            | 36  | Giedo van der Garde    | 3–5, 9–10, 12–13 |
| Sauber F1 Team                | Sauber-Ferrari          | C33           | Ferrari 059/3          | 99  | Adrian Sutil      | Alle            | 37  | Sergej Sirotkin        | 16               |
| Sauber F1 Team                | Sauber-Ferrari          | C33           | Ferrari 059/3          |     |                   |                 | 37  | Adderly Fong           | 19               |
| Scuderia Toro Rosso           | STR-Renault             | STR9          | Renault Energy F1-2014 | 25  | Jean-Éric Vergne  | Alle            | 38  | Max Verstappen         | 15, 17–18        |
| Scuderia Toro Rosso           | STR-Renault             | STR9          | Renault Energy F1-2014 | 26  | Daniil Kvjat      | Alle            | 38  | Max Verstappen         | 15, 17–18        |
| Williams Martini Racing       | Williams-Mercedes       | FW36          | Mercedes PU106A Hybrid | 19  | Felipe Massa      | Alle            | 40  | Felipe Nasr            | 3–5, 17–18       |
| Williams Martini Racing       | Williams-Mercedes       | FW36          | Mercedes PU106A Hybrid | 77  | Valtteri Bottas   | Alle            | 41  | Susie Wolff            | 9–10             |

*1 Alexander Rossi stond ingeschreven maar reed in België alleen de eerste vrije training, in Rusland reed hij geen enkele ronde.

### Veranderingen bij de teams in 2014
- Cosworth was vanaf 2014 niet langer actief als motorleverancier in de Formule 1.
- Marussia stapte in 2014 over van Cosworth-motoren naar Ferrari-motoren.[9]
- Toro Rosso stapte in 2014 over van Ferrari-motoren naar Renault-motoren.[10]
- Williams stapte in 2014 over van Renault-motoren naar Mercedes-motoren.[11]

#### Tijdens het seizoen
- Caterham en Marussia werden voorafgaand aan de Grand Prix van de Verenigde Staten onder curatele gesteld en namen niet deel aan de race, evenals de volgende Grand Prix in Brazilië.[12][13] Marussia werd tijdens het GP-weekend in Brazilië officieel failliet verklaard.[14]
- Caterham keerde tijdens de Grand Prix van Abu Dhabi terug.[15]

### Veranderingen bij de coureurs in 2014

#### Van team / functie veranderd
- Giedo van der Garde: Caterham-Renault → Sauber-Ferrari (testcoureur)[16]
- Nico Hülkenberg: Sauber-Ferrari → Force India-Mercedes[17]
- Pastor Maldonado: Williams-Renault → Lotus-Renault[18]
- Felipe Massa: Ferrari → Williams-Mercedes[19]
- Sergio Pérez: McLaren-Mercedes → Force India-Mercedes[20]
- Charles Pic: Caterham-Renault → Lotus-Renault (testcoureur)
- Kimi Räikkönen: Lotus-Renault → Ferrari[21]
- Daniel Ricciardo: STR-Ferrari → Red Bull Racing-Renault[22]
- Adrian Sutil: Force India-Mercedes → Sauber-Ferrari[23]

#### Nieuw / teruggekeerd in de Formule 1
- Marcus Ericsson: GP2 Series (DAMS) → Caterham-Renault[24]
- Kamui Kobayashi: World Endurance Championship (AF Corse) → Caterham-Renault[24]
- Daniil Kvjat: GP3 Series (MW Arden) → STR-Renault[25]
- Kevin Magnussen: Formule Renault 3.5 Series (DAMS) → McLaren-Mercedes[26]

#### Uit de Formule 1
- Heikki Kovalainen: Lotus-Renault → Geen contract voor 2014[27]
- Paul di Resta: Force India-Mercedes → DTM (Mercedes-Benz)[28]
- Mark Webber: Red Bull Racing-Renault → World Endurance Championship (Porsche)[29]

#### Tijdens het seizoen
- André Lotterer verving Kamui Kobayashi tijdens de Grand Prix van België.[30]
- Alexander Rossi werd ingeschreven voor de Grand Prix van België en zou Max Chilton vervangen,[31] maar deze beslissing werd na de eerste vrije training teruggedraaid.[32]
- Jules Bianchi had tijdens de Grand Prix van Japan een zwaar ongeluk (botsing met bergingsvoertuig) en werd overgebracht naar het ziekenhuis. Het team Marussia reed tijdens de volgende Grand Prix in Rusland met slechts één auto uit respect voor Bianchi.[33]
- Alexander Rossi werd ingeschreven voor de Grand Prix van Rusland maar Marussia trok hem terug vanwege het ongeluk van Jules Bianchi een week eerder.[33]
- Marcus Ericsson, die zijn contract met Caterham voorafgaand aan de Grand Prix van Abu Dhabi had beëindigd, werd vervangen door Will Stevens.[15]

## Resultaten en klassement

### Grands Prix
| Ronde | Grand Prix                 | Poleposition   | Snelste ronde    | Winnende coureur | Winnende constructeur | Verslag |
| ----- | -------------------------- | -------------- | ---------------- | ---------------- | --------------------- | ------- |
| 1     | GP van Australië           | Lewis Hamilton | Nico Rosberg     | Nico Rosberg     | Mercedes              | Verslag |
| 2     | GP van Maleisië            | Lewis Hamilton | Lewis Hamilton   | Lewis Hamilton   | Mercedes              | Verslag |
| 3     | GP van Bahrein             | Nico Rosberg   | Nico Rosberg     | Lewis Hamilton   | Mercedes              | Verslag |
| 4     | GP van China               | Lewis Hamilton | Nico Rosberg     | Lewis Hamilton   | Mercedes              | Verslag |
| 5     | GP van Spanje              | Lewis Hamilton | Sebastian Vettel | Lewis Hamilton   | Mercedes              | Verslag |
| 6     | GP van Monaco              | Nico Rosberg   | Kimi Räikkönen   | Nico Rosberg     | Mercedes              | Verslag |
| 7     | GP van Canada              | Nico Rosberg   | Felipe Massa     | Daniel Ricciardo | Red Bull-Renault      | Verslag |
| 8     | GP van Oostenrijk          | Felipe Massa   | Sergio Pérez     | Nico Rosberg     | Mercedes              | Verslag |
| 9     | GP van Groot-Brittannië    | Nico Rosberg   | Lewis Hamilton   | Lewis Hamilton   | Mercedes              | Verslag |
| 10    | GP van Duitsland           | Nico Rosberg   | Lewis Hamilton   | Nico Rosberg     | Mercedes              | Verslag |
| 11    | GP van Hongarije           | Nico Rosberg   | Nico Rosberg     | Daniel Ricciardo | Red Bull-Renault      | Verslag |
| 12    | GP van België              | Nico Rosberg   | Nico Rosberg     | Daniel Ricciardo | Red Bull-Renault      | Verslag |
| 13    | GP van Italië              | Lewis Hamilton | Lewis Hamilton   | Lewis Hamilton   | Mercedes              | Verslag |
| 14    | GP van Singapore           | Lewis Hamilton | Lewis Hamilton   | Lewis Hamilton   | Mercedes              | Verslag |
| 15    | GP van Japan               | Nico Rosberg   | Lewis Hamilton   | Lewis Hamilton   | Mercedes              | Verslag |
| 16    | GP van Rusland             | Lewis Hamilton | Valtteri Bottas  | Lewis Hamilton   | Mercedes              | Verslag |
| 17    | GP van de Verenigde Staten | Nico Rosberg   | Sebastian Vettel | Lewis Hamilton   | Mercedes              | Verslag |
| 18    | GP van Brazilië            | Nico Rosberg   | Lewis Hamilton   | Nico Rosberg     | Mercedes              | Verslag |
| 19    | GP van Abu Dhabi           | Nico Rosberg   | Daniel Ricciardo | Lewis Hamilton   | Mercedes              | Verslag |

### Puntentelling
Punten werden toegekend aan de top tien geklasseerde coureurs. In de laatste race van het jaar werden dubbele punten toegekend.
| Positie | 01e0 | 02e0 | 03e0 | 04e0 | 05e0 | 06e0 | 07e0 | 08e0 | 09e0 | 010e0 |
| Punten  | 25   | 18   | 15   | 12   | 10   | 8    | 6    | 4    | 2    | 1     |

### Klassement bij de coureurs
| Pos. | Coureur           | Nr. | Grands Prix | Grands Prix | Grands Prix | Grands Prix | Grands Prix | Grands Prix | Grands Prix | Grands Prix | Grands Prix | Grands Prix | Grands Prix | Grands Prix | Grands Prix | Grands Prix | Grands Prix | Grands Prix | Grands Prix | Grands Prix | Grands Prix | Punten |
| Pos. | Coureur           | Nr. | AUS         | MAL         | BHR         | CHN         | SPA         | MON         | CAN         | OOS         | GBR         | DUI         | HON         | BEL         | ITA         | SIN         | JPN         | RUS         | VST         | BRA         | ABU‡        | Punten |
| ---- | ----------------- | --- | ----------- | ----------- | ----------- | ----------- | ----------- | ----------- | ----------- | ----------- | ----------- | ----------- | ----------- | ----------- | ----------- | ----------- | ----------- | ----------- | ----------- | ----------- | ----------- | ------ |
| 1    | Lewis Hamilton    | 44  | DNFP        | 1PS         | 1           | 1P          | 1P          | 2           | DNF         | 2           | 1S          | 3S          | 3           | DNF         | 1PS         | 1PS         | 1S          | 1P          | 1           | 2S          | 1           | 384    |
| 2    | Nico Rosberg      | 6   | 1S          | 2           | 2PS         | 2S          | 2           | 1P          | 2P          | 1           | DNFP        | 1P          | 4PS         | 2PS         | 2           | DNF         | 2P          | 2           | 2P          | 1P          | 14P         | 317    |
| 3    | Daniel Ricciardo  | 3   | DSQ         | DNF         | 4           | 4           | 3           | 3           | 1           | 8           | 3           | 6           | 1           | 1           | 5           | 3           | 4           | 7           | 3           | DNF         | 4S          | 238    |
| 4    | Valtteri Bottas   | 77  | 5           | 8           | 8           | 7           | 5           | DNF         | 7           | 3           | 2           | 2           | 8           | 3           | 4           | 11          | 6           | 3S          | 5           | 10          | 3           | 186    |
| 5    | Sebastian Vettel  | 1   | DNF         | 3           | 6           | 5           | 4S          | DNF         | 3           | DNF         | 5           | 4           | 7           | 5           | 6           | 2           | 3           | 8           | 7S          | 5           | 8           | 167    |
| 6    | Fernando Alonso   | 14  | 4           | 4           | 9           | 3           | 6           | 4           | 6           | 5           | 6           | 5           | 2           | 7           | DNF         | 4           | DNF         | 6           | 6           | 6           | 9           | 161    |
| 7    | Felipe Massa      | 19  | DNF         | 7           | 7           | 15          | 13          | 7           | 12†S        | 4P          | DNF         | DNF         | 5           | 13          | 3           | 5           | 7           | 11          | 4           | 3           | 2           | 134    |
| 8    | Jenson Button     | 22  | 3           | 6           | 17†         | 11          | 11          | 6           | 4           | 11          | 4           | 8           | 10          | 6           | 8           | DNF         | 5           | 4           | 12          | 4           | 5           | 126    |
| 9    | Nico Hülkenberg   | 27  | 6           | 5           | 5           | 6           | 10          | 5           | 5           | 9           | 8           | 7           | DNF         | 10          | 12          | 9           | 8           | 12          | DNF         | 8           | 6           | 96     |
| 10   | Sergio Pérez      | 11  | 10          | DNS         | 3           | 9           | 9           | DNF         | 11†         | 6S          | 11          | 10          | DNF         | 8           | 7           | 7           | 10          | 10          | DNF         | 15          | 7           | 59     |
| 11   | Kevin Magnussen   | 20  | 2           | 9           | DNF         | 13          | 12          | 10          | 9           | 7           | 7           | 9           | 12          | 12          | 10          | 10          | 14          | 5           | 8           | 9           | 11          | 55     |
| 12   | Kimi Räikkönen    | 7   | 7           | 12          | 10          | 8           | 7           | 12S         | 10          | 10          | DNF         | 11          | 6           | 4           | 9           | 8           | 12          | 9           | 13          | 7           | 10          | 55     |
| 13   | Jean-Éric Vergne  | 25  | 8           | DNF         | DNF         | 12          | DNF         | DNF         | 8           | DNF         | 10          | 13          | 9           | 11          | 13          | 6           | 9           | 13          | 10          | 13          | 12          | 22     |
| 14   | Romain Grosjean   | 8   | DNF         | 11          | 12          | DNF         | 8           | 8           | DNF         | 14          | 12          | DNF         | DNF         | DNF         | 16          | 13          | 15          | 17          | 11          | 17†         | 13          | 8      |
| 15   | Daniil Kvjat      | 26  | 9           | 10          | 11          | 10          | 14          | DNF         | DNF         | DNF         | 9           | DNF         | 14          | 9           | 11          | 14          | 11          | 14          | 15          | 11          | DNF         | 8      |
| 16   | Pastor Maldonado  | 13  | DNF         | DNF         | 14          | 14          | 15          | DNS         | DNF         | 12          | 17†         | 12          | 13          | DNF         | 14          | 12          | 16          | 18          | 9           | 12          | DNF         | 2      |
| 17   | Jules Bianchi     | 17  | NC          | DNF         | 16          | 17          | 18          | 9           | DNF         | 15          | 14          | 15          | 15          | 18†         | 18          | 16          | 20†         |             |             |             |             | 2      |
| 18   | Adrian Sutil      | 99  | 11          | DNF         | DNF         | DNF         | 17          | DNF         | 13          | 13          | 13          | DNF         | 11          | 14          | 15          | DNF         | 21†         | 16          | DNF         | 16          | 16          | 0      |
| 19   | Marcus Ericsson   | 9   | DNF         | 14          | DNF         | 20          | 20          | 11          | DNF         | 18          | DNF         | 18          | DNF         | 17          | 19          | 15          | 17          | 19          |             |             |             | 0      |
| 20   | Esteban Gutiérrez | 21  | 12          | DNF         | DNF         | 16          | 16          | DNF         | 14†         | 19          | DNF         | 14          | DNF         | 15          | 20          | DNF         | 13          | 15          | 14          | 14          | 15          | 0      |
| 21   | Max Chilton       | 4   | 13          | 15          | 13          | 19          | 19          | 14          | DNF         | 17          | 16          | 17          | 16          | 16          | DNF         | 17          | 18          | DNF         |             |             |             | 0      |
| 22   | Kamui Kobayashi   | 10  | DNF         | 13          | 15          | 18          | DNF         | 13          | DNF         | 16          | 15          | 16          | DNF         |             | 17          | DNS         | 19          | DNF         |             |             | DNF         | 0      |
| 23   | Will Stevens      | 46  |             |             |             |             |             |             |             |             |             |             |             |             |             |             |             |             |             |             | 17          | 0      |
| -    | André Lotterer    | 45  |             |             |             |             |             |             |             |             |             |             |             | DNF         |             |             |             |             |             |             |             | 0      |
| Pos. | Coureur           | Nr. | AUS         | MAL         | BHR         | CHN         | SPA         | MON         | CAN         | OOS         | GBR         | DUI         | HON         | BEL         | ITA         | SIN         | JPN         | RUS         | VST         | BRA         | ABU‡        | Punten |
| Pos. | Coureur           | Nr. | Grands Prix |             |             |             |             |             |             |             |             |             |             |             |             |             |             |             |             |             |             | Punten |

| Resultaat                       |
| ------------------------------- |
| Winnaar                         |
| Tweede plaats                   |
| Derde plaats                    |
| Gefinisht (punten behaald)      |
| Gefinisht (geen punten behaald) |
| Niet geklasseerd (NC)           |
| Uitgevallen (DNF)               |
| Niet gekwalificeerd (DNQ)       |
| Gediskwalificeerd (DSQ)         |
| Niet gestart (DNS)              |
| Gewond (INJ)                    |
| Uitgesloten (EX)                |
| Teruggetrokken (WD)             |
| Niet deelgenomen (blanco cel)   |
| P Pole position                 |
| S Snelste ronde                 |

Opmerkingen:
- † — Coureur is niet gefinisht in de GP, maar heeft wel 90% van de race-afstand afgelegd, waardoor hij als geclassificeerd genoteerd staat.
- ‡ — Tijdens de Grand Prix van Abu Dhabi werden dubbele punten uitgedeeld.

### Klassement bij de constructeurs
| Pos. | Constructeur         | Nr. | Grands Prix | Grands Prix | Grands Prix | Grands Prix | Grands Prix | Grands Prix | Grands Prix | Grands Prix | Grands Prix | Grands Prix | Grands Prix | Grands Prix | Grands Prix | Grands Prix | Grands Prix | Grands Prix | Grands Prix | Grands Prix | Grands Prix | Punten |
| Pos. | Constructeur         | Nr. | AUS         | MAL         | BHR         | CHN         | SPA         | MON         | CAN         | OOS         | GBR         | DUI         | HON         | BEL         | ITA         | SIN         | JPN         | RUS         | VST         | BRA         | ABU‡        | Punten |
| ---- | -------------------- | --- | ----------- | ----------- | ----------- | ----------- | ----------- | ----------- | ----------- | ----------- | ----------- | ----------- | ----------- | ----------- | ----------- | ----------- | ----------- | ----------- | ----------- | ----------- | ----------- | ------ |
| 1    | Mercedes             | 6   | 1S          | 2           | 2PS         | 2S          | 2           | 1P          | 2P          | 1           | DNFP        | 1P          | 4PS         | 2PS         | 2           | DNF         | 2P          | 2           | 2P          | 1P          | 14P         | 701    |
| 1    | Mercedes             | 44  | DNFP        | 1PS         | 1           | 1P          | 1P          | 2           | DNF         | 2           | 1S          | 3S          | 3           | DNF         | 1PS         | 1PS         | 1S          | 1P          | 1           | 2S          | 1           | 701    |
| 2    | Red Bull-Renault     | 1   | DNF         | 3           | 6           | 5           | 4S          | DNF         | 3           | DNF         | 5           | 4           | 7           | 5           | 6           | 2           | 3           | 8           | 7S          | 5           | 8           | 405    |
| 2    | Red Bull-Renault     | 3   | DSQ         | DNF         | 4           | 4           | 3           | 3           | 1           | 8           | 3           | 6           | 1           | 1           | 5           | 3           | 4           | 7           | 3           | DNF         | 4S          | 405    |
| 3    | Williams-Mercedes    | 19  | DNF         | 7           | 7           | 15          | 13          | 7           | 12†S        | 4P          | DNF         | DNF         | 5           | 13          | 3           | 5           | 7           | 11          | 4           | 3           | 2           | 320    |
| 3    | Williams-Mercedes    | 77  | 5           | 8           | 8           | 7           | 5           | DNF         | 7           | 3           | 2           | 2           | 8           | 3           | 4           | 11          | 6           | 3S          | 5           | 10          | 3           | 320    |
| 4    | Ferrari              | 7   | 7           | 12          | 10          | 8           | 7           | 12S         | 10          | 10          | DNF         | 11          | 6           | 4           | 9           | 8           | 12          | 9           | 13          | 7           | 10          | 216    |
| 4    | Ferrari              | 14  | 4           | 4           | 9           | 3           | 6           | 4           | 6           | 5           | 6           | 5           | 2           | 7           | DNF         | 4           | DNF         | 6           | 6           | 6           | 9           | 216    |
| 5    | McLaren-Mercedes     | 20  | 2           | 9           | DNF         | 13          | 12          | 10          | 9           | 7           | 7           | 9           | 12          | 12          | 10          | 10          | 14          | 5           | 8           | 9           | 11          | 181    |
| 5    | McLaren-Mercedes     | 22  | 3           | 6           | 17†         | 11          | 11          | 6           | 4           | 11          | 4           | 8           | 10          | 6           | 8           | DNF         | 5           | 4           | 12          | 4           | 5           | 181    |
| 6    | Force India-Mercedes | 11  | 10          | DNS         | 3           | 9           | 10          | DNF         | 11†         | 6S          | 11          | 10          | DNF         | 8           | 7           | 7           | 10          | 10          | DNF         | 15          | 7           | 155    |
| 6    | Force India-Mercedes | 27  | 6           | 5           | 5           | 6           | 9           | 5           | 5           | 9           | 8           | 7           | DNF         | 10          | 12          | 9           | 8           | 12          | DNF         | 8           | 6           | 155    |
| 7    | Toro Rosso-Renault   | 25  | 8           | DNF         | DNF         | 12          | DNF         | DNF         | 8           | DNF         | 10          | 13          | 9           | 11          | 13          | 6           | 9           | 13          | 10          | 13          | 12          | 30     |
| 7    | Toro Rosso-Renault   | 26  | 9           | 10          | 11          | 10          | 14          | DNF         | DNF         | DNF         | 9           | DNF         | 14          | 9           | 11          | 14          | 11          | 14          | 15          | 11          | DNF         | 30     |
| 8    | Lotus-Renault        | 8   | DNF         | 11          | 12          | DNF         | 8           | 8           | DNF         | 14          | 12          | DNF         | DNF         | DNF         | 16          | 13          | 15          | 17          | 11          | 17†         | 13          | 10     |
| 8    | Lotus-Renault        | 13  | DNF         | DNF         | 14          | 14          | 15          | DNS         | DNF         | 12          | 17†         | 12          | 13          | DNF         | 14          | 12          | 16          | 18          | 9           | 12          | DNF         | 10     |
| 9    | Marussia-Ferrari     | 4   | 13          | 15          | 13          | 19          | 19          | 14          | DNF         | 17          | 16          | 17          | 16          | 16          | DNF         | 17          | 18          | DNF         |             |             |             | 2      |
| 9    | Marussia-Ferrari     | 17  | NC          | DNF         | 16          | 17          | 18          | 9           | DNF         | 15          | 14          | 15          | 15          | 18†         | 18          | 16          | 20†         | WD          |             |             |             | 2      |
| 10   | Sauber-Ferrari       | 21  | 12          | DNF         | DNF         | 16          | 16          | DNF         | 14†         | 19          | DNF         | 14          | DNF         | 15          | 20          | DNF         | 13          | 15          | 14          | 14          | 15          | 0      |
| 10   | Sauber-Ferrari       | 99  | 11          | DNF         | DNF         | DNF         | 17          | DNF         | 13          | 13          | 13          | DNF         | 11          | 14          | 15          | DNF         | 21†         | 16          | DNF         | 16          | 16          | 0      |
| 11   | Caterham-Renault     | 9   | DNF         | 14          | DNF         | 20          | 20          | 11          | DNF         | 18          | DNF         | 18          | DNF         | 17          | 19          | 15          | 17          | 19          |             |             |             | 0      |
| 11   | Caterham-Renault     | 10  | DNF         | 13          | 15          | 18          | DNF         | 13          | DNF         | 16          | 15          | 16          | DNF         |             | 17          | DNS         | 19          | DNF         |             |             | DNF         | 0      |
| 11   | Caterham-Renault     | 45  |             |             |             |             |             |             |             |             |             |             |             | DNF         |             |             |             |             |             |             |             | 0      |
| 11   | Caterham-Renault     | 46  |             |             |             |             |             |             |             |             |             |             |             |             |             |             |             |             |             |             | 17          | 0      |
| Pos. | Constructeur         | Nr. | AUS         | MAL         | BHR         | CHN         | SPA         | MON         | CAN         | OOS         | GBR         | DUI         | HON         | BEL         | ITA         | SIN         | JPN         | RUS         | VST         | BRA         | ABU‡        | Punten |
| Pos. | Constructeur         | Nr. | Grands Prix |             |             |             |             |             |             |             |             |             |             |             |             |             |             |             |             |             |             | Punten |

| Resultaat                       |
| ------------------------------- |
| Winnaar                         |
| Tweede plaats                   |
| Derde plaats                    |
| Gefinisht (punten behaald)      |
| Gefinisht (geen punten behaald) |
| Niet geklasseerd (NC)           |
| Uitgevallen (DNF)               |
| Niet gekwalificeerd (DNQ)       |
| Gediskwalificeerd (DSQ)         |
| Niet gestart (DNS)              |
| Gewond (INJ)                    |
| Uitgesloten (EX)                |
| Teruggetrokken (WD)             |
| Niet deelgenomen (blanco cel)   |
| P Pole position                 |
| S Snelste ronde                 |

Opmerkingen:
- † — Coureur is niet gefinisht in de GP, maar heeft wel 90% van de race-afstand afgelegd, waardoor hij als geclassificeerd genoteerd staat.
- ‡ — Tijdens de Grand Prix van Abu Dhabi werden dubbele punten uitgedeeld.

### FIA pole-trofee
De coureur die de meeste polepositions behaalt tijdens een seizoen, wordt voortaan beloond met een trofee, uitgereikt door de FIA.
| Pos. | Coureur        | Poles |
| ---- | -------------- | ----- |
| 1    | Nico Rosberg   | 11    |
| 2    | Lewis Hamilton | 7     |
| 3    | Felipe Massa   | 1     |

1950 · 1951 · 1952 · 1953 · 1954 · 1955 · 1956 · 1957 · 1958 · 1959 · 1960 · 1961 · 1962 · 1963 · 1964 · 1965 · 1966 · 1967 · 1968 · 1969 · 1970 · 1971 · 1972 · 1973 · 1974 · 1975 · 1976 · 1977 · 1978 · 1979 · 1980 · 1981 · 1982 · 1983 · 1984 · 1985 · 1986 · 1987 · 1988 · 1989 · 1990 · 1991 · 1992 · 1993 · 1994 · 1995 · 1996 · 1997 · 1998 · 1999 · 2000 · 2001 · 2002 · 2003 · 2004 · 2005 · 2006 · 2007 · 2008 · 2009 · 2010 · 2011 · 2012 · 2013 · 2014 · 2015 · 2016 · 2017 · 2018 · 2019 · 2020 · 2021 · 2022 · 2023 · 2024 · 2025 · 2026 
 Lijst van Formule 1 Grand Prix-wedstrijden